# Kärlekstunneln (åkattraktion)

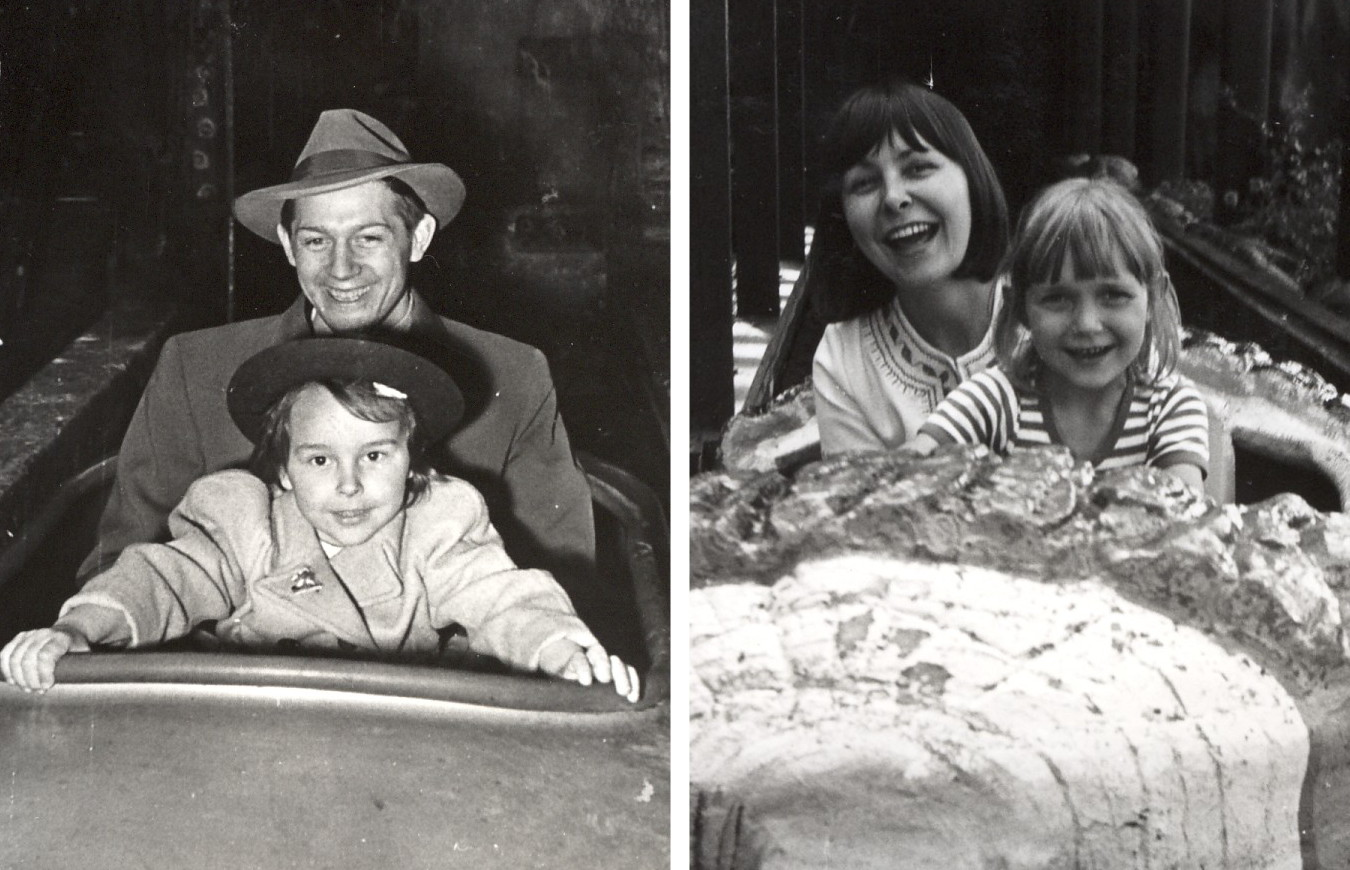
I kärlekstunnelns båt 1953 och 1980.

Kärlekstunneln är en åkattraktion på Gröna Lund som sträcker sig in under Lustiga Huset. 
Anläggningen byggdes år 1917 och renoverades 1987. Från början åkte man två och två i svanformade båtar in i tunneln, men i och med renoveringen byttes svanarna ut mot stockliknande båtar. I tunneln finns miniatyrlandskap, tomtar och troll, med ljud till de flesta. Musik spelas på många ställen. Sedan 2006 tas ett foto av åkarna precis när man kommit ut ur tunneln. På senare tid har övervakningskameror installerats för att förhindra romantiska aktiviteter i attraktionen.